# 三育フーズ
三育フーズ株式会社（さんいくフーズ）は、セブンスデー・アドベンチスト教団食品事業部三育フーズの販売部門。株式会社としては1987年に創設。本社は千葉県袖ケ浦市。
小麦のグルテンをコンビーフ・ハム状にしたグルテンミートや大豆を原料とする「野菜ミートボール」「大豆ハム」など、ベジタリアン向けの加工食品（レトルト食品）などがある。
- 韓国食材店等で、韓国三育食品の豆乳等が売られている（中には日本語表記のあるものもある）が、日本では「有限会社サンユク物産」より販売されており、日本の三育フーズとは別のルートである。